# Ermita de Nuestra Señora de los Dolores del Cerro, Antigua Guatemala

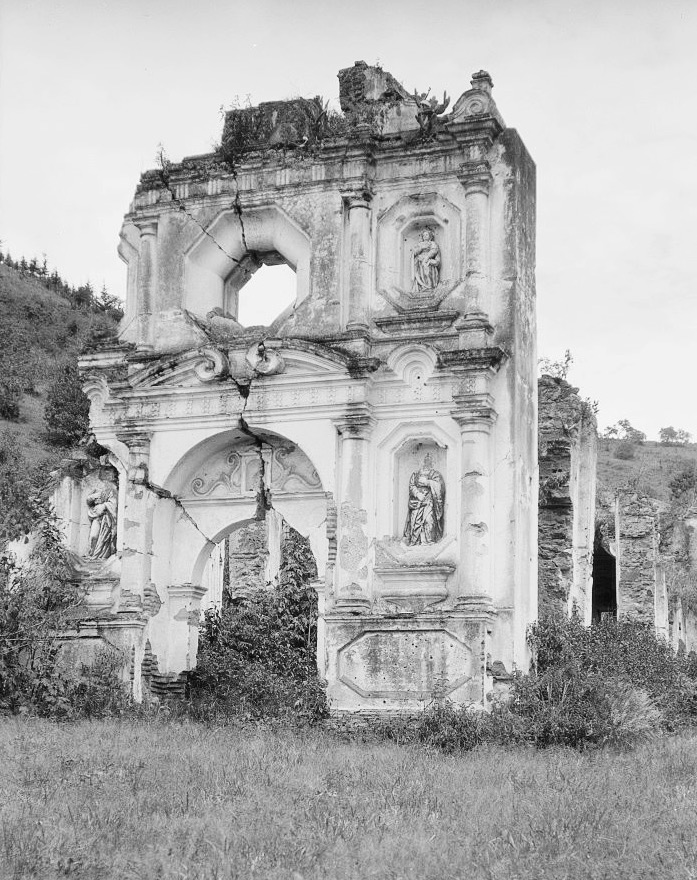
Fotografía 1. Ruinas de la ermita de Nuestra Señora de los Dolores del Cerro. Santiago de los Caballeros, Antigua Guatemala. Año 1916.

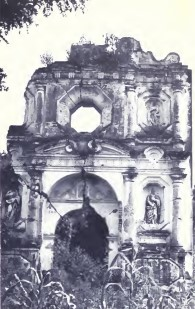
Fotografía 2. Fachada principal de le Ermita de Nuestra Señora de los Dolores del Cerro.

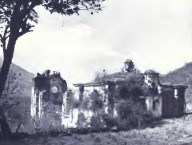
Fotografía 3. Ruina de la ermita desde el noreste.

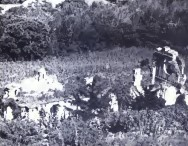
Fotografía 4. Ruinas de la ermita vista desde el Cerro del Manchén.

La ermita de Nuestra Señora de los Dolores del Cerro (Santiago de los Caballeros de Guatemala, 1703-1773) fue un templo católico de estilo colonial ubicado en el declive del Cerro del Manchén al norte del  barrio de La Candelaria, muy cerca de la Iglesia de Candelaria (Antigua Guatemala). Estaba destinada para la comunidad indígena Kaqchikel (etnia) que vivía al noreste de la ciudad de Santiago de los Caballeros de Guatemala. La ermita fue construida de manera primitiva y con materiales sencillos que sirvió para albergar la imagen de la Virgen de Nuestra Señora de los Dolores, fue construida hacia 1710 previo a los Terremoto de Guatemala de 1717 (terremoto de San Miguel). Afortunadamente, aún existen las ruinas de esta ermita, que sobrevivieron a los Terremotos de Guatemala de 1751(terremoto de San Casimiro) y Terremotos de Santa Marta el cual sucedió el 29 de julio de 1773 y con el que se tomó la decisión de trasladar la ciudad a la Nueva Guatemala de la Asunción en el Valle de la Ermita, actual capital de Guatemala.

## Reseña histórica

### Las ermitas de la Virgen en el Valle de Panchoy
El Valle de Panchoy (actual Antigua Guatemala) es un valle rodeado por cerros. En estos cerros existente un cinturón de ermitas de las cuales hay tres que fueron dedicadas a la veneración de Nuestra Señora de los Dolores desde su fundación. Las tres ermitas son: Nuestra Señora de los Dolores del Cerro, Nuestra Señora de los Dolores del Manchén y Nuestra Señora de los Dolores del Llano. En la actualidad, cada imagen esculpida de la representación de la Virgen se encuentra en los diferentes templos de la Nueva Guatemala de la Asunción. La talla de Nuestra Señora de los Dolores del Cerro se encuentra actualmente en la Parroquia de Nuestra Señora de Candelaria ,Guatemala, la de Nuestra Señora de los Dolores del Manchén se encuentra en la iglesia de San Sebastián, Guatemala y la imagen de Nuestra Señora de los Dolores del Llano esta bajo el resguardo del Consejo Nacional para la protección de La Antigua Guatemala (CNPAG). 

### Origen de la ermita
Según una narración conservada en el libro de la cofradía de Nuestra Señora de Dolores del Cerro, un indígena llamado Silvestre de Paz, observó una luminaria en una de las calles del barrio y al indagar de donde provenía, encontró un tronco de madera. Su intención era usarlo como leña en su casa, sin embargo el tronco continuaba brillando, por lo que se lo entregó a un joven de 13 años llamado Manuel de Chávez. El joven se decidió tallar una escultura de la Virgen de Dolores, aunque era una poco prodigiosa por su falta de experiencia, logró una talla de bastidor debido al tamaño del tronco. El fraile Domingo de los Reyes la bendijo, y posteriormente, de la iglesia del beaterio del Rosario (Beaterio de Indias de Nuestra Señora del Rosario) se llevó a cabo una procesión hasta la casa de Paz. El culto hacia la Virgen creció rápidamente, por lo que, de los Reyes pidió autorización para edificar un templo. 
El templo se estrenó hacia 1703 y más tarde para 1707 se creó una cofradía. Debido a la devoción de los fieles el templo se amplió en 1710 y se inauguró una casa de peregrinos. Sin embargo, hay que recordar que el Valle de Panchoy es una zona altamente sísmica, por lo que para el terremoto de San Miguel en 1717 el templo fue destruido. Posteriormente, el fraile dominico Francisco Ximénez inició la reconstrucción y logró finalizarla en 1721. Luego en los terremotos de San Casimiro en 1751 volvió a destruirse y para 1756 ya estaba reconstruida. En esta ocasión se le agregó una fuente y una plaza. En 1773, el año del terremoto de Santa Marta, el Papa Clemente XIV concedió indulgencias a los cofrades, sin embargo el terremoto destruyó gran parte de la estructura del templo.

### La ermita en elsigloXX
En año de 1972 el Consejo Nacional para la protección de la Antigua Guatemala (CNPAG), inició con exploraciones arqueológicas para la recuperación de la ermita. En 1975 se coordinó la reforestación del cerro con el fin de fortalecer la tierra y evitar deslaves. Se llevó a cabo la siembra de un total de 535 cipreses, 455 pinos, 30 jacarandas, 50 eucaliptos, 1000 vástagos de izote, 125 geranios, resembrado de 400 pinos, cipreses y eucaliptos. En cuanto a las exploraciones arqueológicas se obtuvieron hallazgos de cerámica prehispánica de tipo doméstico. Se extrajo ripio existente en el área, se colocó energía eléctrica y se construyó un parque infantil. Sin embargo, el terremoto de Guatemala de 1976 generó daños en el conjunto y en el templo llegó a generar el derrumbe de una columna y parte del arco de la cúpula.

## Arquitectura

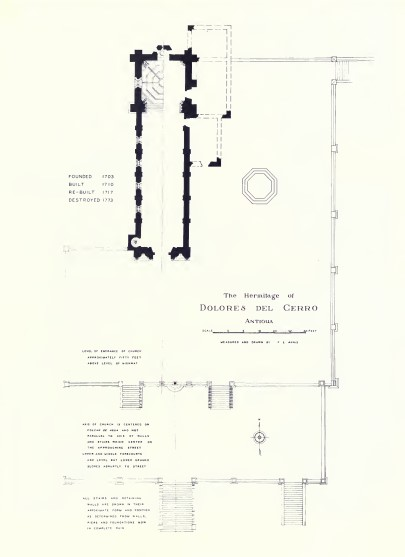
Plano 1. Conjunto de la Ermita de Nuestra Señora de los Dolores del Cerro. Se puede observar la planta de salón, la plaza inferior y la superior.

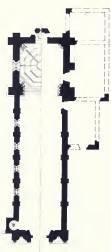
Plano 2. Planta arquitectónica de la Ermita de Nuestra Señora de los Dolores del Cerro.

Fotografía 5. Apéndice al presbiterio.

### El entorno
La ermita se encuentra situada en el nor-este de la Antigua Guatemala. Se puede acceder a ella por medio de la Calle de los Duelos. Al terminar esta calle inicia la Calle de Dolores, que termina justo al pie de la ermita. Está situada a aproximadamente 800 metros de las ruinas de Candelaria, a 50 metros sobre el nivel de la ciudad y al poniente del cerro del Manchén. Cuenta con elementos en su conjunto como: una plaza inferior y una mayor, la casa de penitentes, un patio exterior que poseía una fuente octogonal y el cementerio.

### La Ermita
En el interior, la planta de la ermita es de salón, lo que significa que es de una sola nave. La capilla mayor de la ermita estaba ubicada en el extremo norte de donde también sobresale una capilla menor. El presbiterio esta cubierto por una bóveda baja y una cúpula octogonal (plano 2). Detrás del presbiterio sobresale una camarín e forma de trapecio isósceles, que guardaba la imagen de la Virgen de Dolores, la cual se albergo en la parroquia de La Candelaria después de 1773.
En el exterior, la fachada es bastante sencilla, aunque posee varios detalles. Cuenta con un entablamento por encima de la entrada (fotografías 1 y 2) esta partido por la mitad, esto debido a los terremotos que han afectado la ermita a lo largo de la historia. También posee una frontón en la parte más alta, columnas dóricas sin ornamentos y el entablamento superior muestra características renacentistas y triglifos en el friso. También se pueden apreciar el uso de nichos octogonales entre las columnas de los cuerpos de las fachadas.

### Características arquitectónicas generales
- La fachada es de tipo retablo.
- Los cimientos son de piedra unida con mortero de cal y arena o lodo. Los muros son de 90 centímetros de espesor.
- Los arcos eran de ladrillo al igual que las pilastras principales para asegurar la estructura.
- Fueron empleadas tres cubiertas tradicionales; bóveda, techo de teja y techo de azotea o terraza española.
- Los pisos en su mayoría eran baldosas de barro cocido de 26 x 26 centímetros y en algunas partes del conjunto de barro vidriado. Así como piedra tallada para las áreas de gradas.
- Año de construcción: 1703
- Año de destrucción: 1773
- Estilo de planta: de salón, una sola nave